# Wiener Klaviertrio
Das Wiener Klaviertrio (Vienna Piano Trio) ist ein österreichisches Kammermusikensemble.

## Geschichte
Gegründet wurde das Ensemble 1988 von Wolfgang Redik (Violine), Marcus Trefny (Violoncello) und Stefan Mendl (Klavier). Seit 2006 gestaltet das Wiener Klaviertrio jede Saison einen eigenen Zyklus im Mozartsaal des Wiener Konzerthauses für die Wiener Konzerthausgesellschaft.
Die Diskografie des Trios umfasst Einspielungen sämtlicher Klaviertrios von Johannes Brahms, Antonín Dvořák, Franz Schubert, Heinrich von Herzogenberg, sowie Klaviertrios von Wolfgang Amadeus Mozart, Joseph Haydn, Pjotr Iljitsch Tschaikowski, Bedřich Smetana, Arnold Schönberg, Alexander Zemlinsky, Maurice Ravel, Robert Schumann, Arnold Schönberg, Camille Saint-Säens und Ludwig van Beethoven.
Auf Konzertreisen trat das Wiener Klaviertrio unter anderem in Londons Wigmore Hall, dem Amsterdamer Concertgebouw, der Library of Congress in Washington, D.C. oder dem Teatro Colón in Buenos Aires auf.

## Auszeichnungen
Das Wiener Klaviertrio hat diverse Auszeichnungen erhalten, darunter den Echo-Klassik-Preis 2017 (Brahms:Klaviertrios Vol.1) und den Gramophone Editor´s Choice (für Tschaikowsky) oder der Pasticcio-Preis des Radiosenders Ö1 (für Herzogenberg und Brahms).

## Mitglieder
Mitglieder des Wiener Klaviertrios waren und sind:
- Wolfgang Redik, Violine (1988–2012)
- Marcus Trefny, Violoncello (1988–2000)
- Christian Poltéra, Violoncello (2000–2001)
- Matthias Gredler, Violoncello (2001–2018)
- Bogdan Bozovíć, Violine (2012–2015)
- David McCarroll, Violine (seit 2015)
- Stefan Mendl, Klavier (seit 1988)
- Clemens Hagen, Violoncello (seit 2018)